# OR10W1
Olfaktorni receptor 10W1 je protein koji je kod ljudi kodiran OR10W1 genom.
Olfaktorni receptori formiraju interakcije sa molekulima mirisa u nosu, čime se inicira neuronski respons koji izaziva percepciju mirisa. Oni su odgovorni za prepoznavanje i G proteinima posredovanu transdukciju mirisnih signala. Proteini olfaktornih receptora su članovi velike familije G protein spregnutih receptora (GPCR). Poput mnogih receptora za neurotransmitere i hormone, olfaktorni receptori imaju strukturu 7-transmembranskog domena. Oni su kodirani genima sa jednim eksonom. Geni olfaktornih receptora su najveća familija genoma. Nomenklatura gena i proteina olfaktornih receptora je nezavisna od drugih organizama.

## Literatura
- Clark HF; Gurney AL; Abaya E;  . (2003). „The secreted protein discovery initiative (SPDI), a large-scale effort to identify novel human secreted and transmembrane proteins: a bioinformatics assessment.”. Genome Res. 13 (10): 2265—70. PMC 403697 . PMID 12975309. doi:10.1101/gr.1293003.
- Malnic B, Godfrey PA, Buck LB (2004). „The human olfactory receptor gene family.”. Proc. Natl. Acad. Sci. U.S.A. 101 (8): 2584—9. PMC 356993 . PMID 14983052. doi:10.1073/pnas.0307882100.

## Spoljašnje veze
- OR10W1+protein,+human на 